# Lennart Jacobson
För andra betydelser, se Lennart Jacobson (olika betydelser).
Lennart Jacobson, född 10 januari 1928 i Halmstad, död 7 januari 2003 i Lund, var en svensk läkare.
Jacobson, som var son till bankkamrer Arvid Jacobson och Borghild Glemme, blev efter studentexamen i Jönköping 1946 medicine kandidat 1949, medicine licentiat 1953, medicine doktor i Lund 1970 på avhandlingen Studies on acid-base and electrolyte components of human foetal and maternal blood during labour, docent där samma år och uppnådde professorskompetens 1974.
Jacobson var amanuens och assistent på fysiologiska institutionen vid Lunds universitet 1949–1952, innehade olika läkarförordnanden 1952–1954, var t.f. amanuens vid kvinnokliniken på Lunds lasarett 1954–1955, förste underläkare vid kirurgiska avdelningen på Simrishamns lasarett 1955–1959, blev underläkare vid kvinnokliniken på Lunds lasarett 1959, var biträdande överläkare på Malmö Allmänna Sjukhus 1969–1976 och överläkare vid kvinnokliniken på Centralsjukhuset i Kristianstad från 1976. Han författade skrifter i obstetrik och gynekologi.
Lennart Jacobson är begravd på Norra kyrkogården i Lund.